# Leonard Floyd
Leonard Cornelius Floyd (Atlanta, Georgia, 8 de septiembre de 1992) más conocido como Leonard Floyd, apodado Flo, es un jugador profesional estadounidense de fútbol americano que se desempeña en la posición de defensive end en Buffalo Bills, equipo de la National Football League (NFL).

## Carrera
Fue seleccionado en la primera ronda en la Reunión Anual de Selección de Jugadores de la NFL de 2016. Hizo su debut profesional con el equipo Chicago Bears, en el cual jugó cuatro temporadas (2016-2020), después pasó a Los Angeles Rams (2020-2023), luego a Buffalo Bills, donde lleva jugando una temporada.